# واوکورت
واوکورت (به فرانسوی: Vaucourt) یک کامین در فرانسه است که در Canton of Blâmont واقع شده‌است.

## خصوصیات
واوکورت ۶٫۲۹ کیلومترمربع مساحت و ۶۳ نفر جمعیت دارد و ۲۶۰ متر بالاتر از سطح دریا واقع شده‌است.